# Стрёвелс, Стейн
Стейн Стрёвелс (при рождении Франциск (Франк) Петрус Мария Лататор; 3 октября 1871 года, Хёле, Кортрейк, Бельгия — 15 августа 1969 года, Ингойгем, Анзегем, Бельгия) — бельгийский, фламандский писатель.

## Биография
Родился в муниципалитете (деревне) Хёле города Кортрейк в Бельгии.
Он начал писать в очень молодом возрасте. Его вдохновил родной брат его матери, известный писатель Гвидо Гезелле.До 1905 года он работал пекарем в Авельгеме, в деревне недалеко от Кортрейка. Первое его произведение было опубликовано в малоизвестном журнале « De jonge Vlaming» (Молодой фламандец). Вскоре его как писателя для себя открыли редакторы нового журнала «Van Nu en Straks» (Отныне и скоро).
В 1937 и 1938 годы Стрёвелс получал большинство голосов Нобелевского комитета по литературе, но каждый раз Академия присуждала эту премию кому-то другому. Всего же 15 раз номинировался на Нобелевскую премию по литературе в период с 1937 по 1969 гг.
Стрёвелс считается одним из новаторов литературы на нидерландском языке своей эпохи. Он писал натуралистические рассказы под влиянием Эмиля Золя и великих русских писателей своего времени (особенно Толстого).
Писатель говорил на французском, немецком, читал по-норвежски, но не говорил по-русски.
Тем не менее, он перевел произведения Толстого и других русских писателей с помощью немецких переводов.
На немецкий язык произведения Стрёвелса были переведены еще в первой половине 1920-х годов. Национал-социалисты хотели использовать произведения писателя в своих пропагандистских целях. В 1935/36 году в Германии ему присудили премию Рембрандта за заслуги перед «голландско-нижнегерманским народом».
В 1941 году Стрёвелс отказался от серии лекций, организованных немецкой пропагандой в Рейхе. Когда в 1941 году Мюнстерский университет присвоил ему звание почетного доктора, он отказался принять делегацию, которая пришла вручить свидетельство. После поражения фашистской Германии в 1945 году Стревелс не подвергался гонениям, получил в Бельгии множество наград.
Стрёвелс получил почетную докторскую степень в университетах Лёвена, Мюнстера и Университета Претории в 1964 году.
В 1905 году Стрёвелс женился на Алиде Стэленс. У них было четверо детей: Паула (1906), Пол (1909), Дина (1916) и Иса (1922).
Писатель скончался 15 августа 1969 года в муниципалитете (посёлке) Ингойгем города Анзегем.
В 1980 году их дом стал музеем, посвященным писателю Стийну Стрёвелсу.